# Dub
Pour les articles homonymes, voir Dub (homonymie).
 (mai 2023).
Si vous disposez d'ouvrages ou d'articles de référence ou si vous connaissez des sites web de qualité traitant du thème abordé ici, merci de compléter l'article en donnant les références utiles à sa vérifiabilité et en les liant à la section « Notes et références ».
Genres dérivés
Dancehall, post-punk, ambient, drum and bass, post-disco, house, trip hop, disco, big beat, hip-hop, dubstep, Drill
Genres associés
Dub techno, dubtronica, dubstep
Le dub est un genre musical issu du reggae jamaïcain, un remixage réalisé en temps réel à partir de bandes magnétiques par des ingénieurs du son. Il est, à l'origine, un remixage radical qui met en avant le couple rythmique basse et batterie et des effets de son. Inventé, développé et perfectionné par l'ingénieur du son jamaïcain King Tubby, il connaît son âge d'or dans les années 1970. À partir de 1985 apparaît l'utilisation massive d'instruments électroniques, puis numériques, en Jamaïque comme en Grande-Bretagne. Dès lors, le rôle de plus en plus important joué par les ingénieurs du son dans la musique populaire rend floue la frontière entre dub et autres musiques du même type. Différents styles de musiques numériques revendiquent néanmoins l'étiquette dub.

## Étymologie
L'appellation « dub » accolée à ce genre musical ne possède pas d'origine clairement définie et un grand nombre d'« inventeurs » peuvent toujours s'attribuer la paternité du nom. Cependant, il est très possible que le mot dub soit né de la contraction d'un des termes suivants, sachant que dub signifie « trafiquer » :
- dubbing : procédé consistant à dupliquer un média sur un support similaire ou d'un autre type, le plus souvent dans un but de restauration, de sauvegarde ou de piratage ;
- dubplate : disque acétate produit avant le pressage final en vinyle. Ils étaient utiles afin d'affiner les réglages studio et servaient de « test » auprès du public, sous l'impulsion des sound-systems ;
- double : en raison du nombre important de versions différentes qui peuvent être créées à partir d'un même riddim[3][source insuffisante].

## Histoire

### Origines

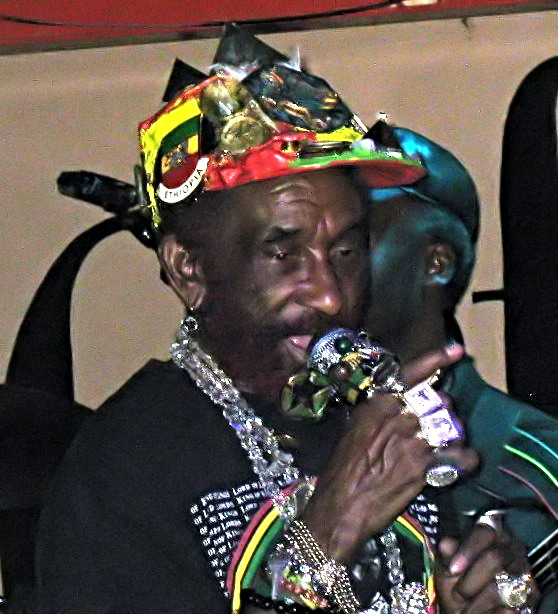
Lee Scratch Perry artiste important du mouvement dub.

C'est en 1967 sur l'île de la Jamaïque que le disc jockey Rudy Redwood du Sound systems Supreme Ruler of Sound va diffuser le premier morceau de reggae en version instrumentale (c'est-à-dire sans la partie vocale) dans un dancehall. Cette version est en fait due à une erreur de gravure du disque test en acétate, une dub plate d'un tube des Paragons paru à l'origine sur le label Treasure Isle. La surprise est immense et le public est très réceptif[source insuffisante].
L'ingénieur du son responsable de la gravure du disque, Osbourne Ruddock, alias King Tubby, parle de ce succès à son patron, le producteur du label Treasure Isle, Duke Reid, qui est à l'époque l'un des plus importants de Jamaïque. Rudy Redwood suggère à Duke Reid que King Tubby réalise d'autres gravures instrumentales de ses succès, et Reid publie alors des 45 tours des groupes locaux avec en face B les versions instrumentales des morceaux. King Tubby est employé par les producteurs de reggae : on lui demande de graver ses dubplates de manière à amplifier l'espace sonore du couple basse/batterie, en atténuant les voix sous des effets de réverbération. Tubby invente et popularise la plupart des effets (coupes de pistes, réverbération, écho, phaser...) qui définissent le style et restent largement utilisés dans les années 2000. Il teste ses nouvelles expérimentations au fil des soirées dansantes qu'il organise avec son sound system, King Tubby's Home Town Hi Fi, avec une sono qu'il a fabriquée de ses mains, comme tous ses effets et sa console. Dès 1971, presque tous les 45 tours de reggae présentent un dub en face B. La plupart sont mixés par Tubby. Son succès est tel que pour la première fois, le nom d'un ingénieur du son commence à être mentionné sur l'étiquette des disques pour mieux vendre. King Tubby fait des émules. En 1973, il mixe Blackboard Jungle Dub, un album des Upsetters produit par Lee Perry, qui se lance ensuite dans le mixage de dubs. Le genre se développe avec les productions de Glen Brown, Niney The Observer, Yabby You, et Bunny Lee, qui emploient tous King Tubby pour mixer leurs dubs. D'autres ingénieurs du son remixent leurs productions eux-mêmes. Parmi eux, Errol Thompson réalise notamment les dubs de Bob Marley & the Wailers, mal connus en dehors de l'île.
Inventé et perfectionné en Jamaïque, le dub authentique connaît son âge d'or entre 1972 et 1984. Il utilise des rythmiques dans tous les styles du reggae : d'abord one drop, puis rockers, steppers rapides et enlevés, et ensuite dancehall lents et lourds. Le style se caractérise par une mise en avant de la partie rythmique et de la basse en particulier, à l'aide d'une console de studio multipiste. La présence intermittente des autres instruments est réalisée par des coupes de piste, puis réouvertures de cette même piste, et d'effets qui permettent au disc-jockey de faire une sorte de spectacle sonore. En outre, le dub laisse la place à l'expression libre des DJ, le rap étant une autre innovation majeure des Jamaïquains[source insuffisante]. Par la suite, d'autres artistes publieront des remixages de leurs chansons en versions intégralement dub, et les publieront en albums, ce qui popularisera encore le genre, tels Linton Kwesi Johnson, fer de lance de la « dub poetry », ou Augustus Pablo. La naissance et la première époque du dub sont décrits en détail dans le livre Le rap est né en Jamaïque de Bruno Blum. Le groupe The Revolutionaries est mené par le batteur et le bassiste Sly and Robbie, créateurs des rythmes rockers (1975), puis steppers (1977) (que l'on peut entendre sur Lola rastaquouère de Serge Gainsbourg par exemple). D'autres musiciens importants sont les Roots Radics menés par le batteur Style Scott et le bassiste Flabba Holt, les musiciens des Wailers de Bob Marley Aston « Family Man » Barrett et son frère Carlton, qui jouent sur un grand nombre de disques de dub. À partir de 1977, King Tubby laisse ses employés, les ingénieurs du son Prince Jammy et Scientist à la console. Comme King Tubby, ces deux derniers deviendront à leur tour producteurs dans les années 1980. À partir des années 1980, de nombreux musiciens et groupes de reggae non jamaïcains ont repris à leur compte l'étiquette dub, et ont développé de nouvelles techniques numériques de production. En Jamaïque, un tel nombre de disques de dub a été produit que le public s'est lassé. Les producteurs passent à l'ère numérique, le ragga, et délaissent le dub, passé de mode. Le dub devient alors une étiquette passe-partout en vogue en Angleterre.

### Renaissance britannique
Le dub est resté cette variante du reggae pendant environ quinze ans avant de connaître un nouvel essor au Royaume-Uni où de nombreux labels anglais signaient avec des groupes de ska jamaïcains dans les années 1960. Ainsi de nombreux artistes s'expatrient en Angleterre où ils nouent des liens avec les groupes de punk locaux. Les Ruts, Stranglers, Killing Joke ou The Clash signent quelques titres dub non-jamaïcains. À partir du milieu des années 1980, alors que le dub jamaïcain perd son élan, Mad Professor et Adrian Sherwood développent leur vision britannique du genre. Le premier commence à produire du dub dès 1980 pour son label Ariwa. Il développe le style « dub stepper » en appliquant des techniques de production très modernes sur des riddims steppers originaux. Ses remixes lui confèrent une notoriété internationale qui lui a permis de collaborer avec de nombreux artistes de styles différents (Massive Attack, Baba Zula, Horace Andy, Mafia & Fluxy...). Adrian Sherwood, fan de reggae, de punk et de musiques underground cofonde le label Carib Gems (Black Uhuru) en 1975 puis en 1978 Hitrun Records (Prince Far I et Roots Radics) et enfin le label On-U Sound en 1980.
Jusqu'alors, le dub était cette musique remixée, jouée par les sound-systems jamaïcains. Avec On-U Sound, il devient une musique à part entière, nourrie d'expérimentation, qui s'écoute autant qu'elle se danse. Il faut retenir les nombreuses expérimentations alors menées par les chanteurs Mark Stewart et Prince Far I ou par les groupes The Slits et Depeche Mode. On-U Sound révèle aussi la formation Dub Syndicate qui enregistrera le premier album où les techniques de production popularisées par King Tubby seront utilisées comme base de création musicale et non de remixage. En 1989, Bruno Blum, qui a vécu des années à Londres, est le premier artiste français à publier des dubs de ses chansons reggae. Il réalisera d'ailleurs plus tard des dubs des célèbres reggaes de Serge Gainsbourg : Aux Armes Et Cætera - Dub Style et Mauvaises Nouvelles des étoiles - Dub Style.

### Nouvelle vague
Après l'assassinat de King Tubby le 6 février 1989, le dub connaît une nouvelle impulsion par le mariage avec les sonorités de la musique électronique. Une série de groupes britanniques développent alors un son plus radical et violent que le dub originel, en utilisant des tables de mixage, des boîtes à rythmes et des synthétiseurs. On peut citer par exemple Iration Steppas, The Disciples, Zion Train ou Alpha and Omega qui sont alors les pionniers d'un style neo dub multipliant les innovations grâce aux techniques nouvelles.
Puis, les années 1990 voient se créer un grand nombre de home studio avec des projets dub novateurs et le style se développe lentement avec de plus en plus d'artistes n'appartenant pas à la scène reggae classique. Le groupe The Orb produit le premier dub « ambient », instigateurs d'un style très prisé à l'heure actuelle. La scène allemande apparaît avec le DJ Burnt Friedman, Pole ou le groupe Rhythm and Sound pour un son « dub minimaliste » truffé de grésillements et autres bruits parasites. Le batteur Mick Harris des Napalm Death invente un dub « industriel » avec son groupe Scorn. Des projets de dub « hybride » naissent : le groupe autrichien Sofa Surfers développe un dub « planant » orchestré comme une musique de film, les musiciens de Bad Brains agrémentent leurs disques de morceaux reggae/dub (avant de consacrer un album entier au genre) et le bassiste Bill Laswell devient un producteur des plus prolifiques avec d'innombrables collaborations. En Italie un groupe notable est Dub All Sense.

### Scène française depuis les années 1980
En France, les Babylon Fighters, dès 1985, jouaient un mélange de reggae, rock et dub sur la scène alternative. Le groupe de metal industriel parisien Treponem Pal a popularisé le son dub électronique à la fin de la décennie suivante : l'album Higher, paru en 1997, propose une fusion novatrice à l'origine du mouvement « novo dub ». De nombreuses formations naissent à la fin des années 1990, produisant un son « live », par opposition au dub conçu en studio avec des machines. Des groupes comme High Tone, Improvisators Dub, Zenzile, Jahmeikya, Brain Damage ou Kaly Live Dub sont à l'origine d'un véritable renouveau du dub, alliant l'énergie live des instruments avec des expérimentations sur le son, des samples, des scratchs et beaucoup d'effets. Des formations telles EZ3kiel, Guns of Brixton, Lab°, Sakya ou Duberman travaillent sur une fusion entre le dub et le rock instrumental, mélange qui caractérise la scène dub française. High Tone est également connu pour avoir apporté une couleur orientale très forte, avec le séquençage fréquent d'instruments d'Extrême-Orient, d'Inde et du monde arabe.
Une autre scène dub française jouit d'une très bonne réputation dans les milieux dub britanniques. Parmi ceux-là, les plus notables sont Salomon Heritage ou encore Pupajim. La France est considérée comme la nouvelle patrie du dub en Europe, en grande partie du fait du nombre important de sound systems qui y fleurissent. Un des vecteurs importants de l'ouverture de la scène dub française au grand public est la création du Télérama Dub Festival en 2002, devenu Forward Festival en 2019. Le festival arpente annuellement les routes de France pour permettre au public d'une dizaine de villes de découvrir un panel d'artistes émergents ou confirmés, français ou étrangers. Mais le vecteur principal est évidemment le sound system. Les soirées se multiplient en France, qu'elles soient ponctuelles ou récurrentes (notamment Southern Dub Convention à Montpellier, Dub Station à Toulouse, Paris, et Marseille), et permettent la rencontre de sound-systems étrangers et français.

## Genres dérivés
Le dub est une musique qui a la particularité de pouvoir être jouée avec des machines, par un groupe en live, ou uniquement par un DJ qui mixe ses vinyles. La musique peut ainsi être sobre et épurée comme riche en instruments. Nous pouvons différencier plusieurs styles de dub :
- Dub : remix « dub plates » de riddims originaux joués par des musiciens de studio chevronnés. Il s'agit de la première dub, les premières expérimentations et perfectionnements publiés d'abord sur des acétates uniques, les dub plates, puis sur les faces B de disques 45 tours jamaïcains en vinyle. Après des balbutiements dès 1967, le dub devient très sophistiqué et virtuose, mixé en temps réel par ses créateurs, notamment l'ingénieur du son King Tubby, inventeur incontestable et maître du genre. Il produit un certain nombre de chefs-d'œuvre. Les premiers dubs drum and bass apparaissent en Jamaïque en 1973, par exemple sur le dub de Rock It Baby Tonight de Bob Marley. L'âge d'or du dub jamaïcain authentique se situe entre 1972 et 1984, avant que les premières musiques électroniques ne deviennent à la mode à Kingston.
- Dub poetry. À l'inverse des DJ jamaïcains qui s'expriment au micro sur des musiques instrumentales pré-enregistrées, la poésie produit un rythme, sur lequel une musique est composée. Ce n'est pas du dub, mais une forme de reggae. Michael Smith, Oku Onuora, Jean Binta Breze et Linton Kwesi Johnson comptent parmi les meilleurs dub poets.
- Reggae instrumental : reggae exclusivement sans paroles, à ne pas confondre avec le dub proprement dit, bien distinct. Les premières productions du genre ont été interprétées par des groupes comme The Crystalites, musiciens de Derrick Harriott, The Upsetters de Lee Perry, les Hippy Boys, les Reggae Boys de Bunny Lee, Sound Dimension et les Soul Brothers de Clement Dodd, etc. Il existe des dubs faits à partir de reggaes instrumentaux, comme Ramble de Rico Rodriguez, dont figure un remix sur son album de dub. Augustus Pablo a été l'un des principaux artistes de reggae instrumental, improvisant au mélodica, publiant également quantité de dubs réalisés à partir de ses reggaes instrumentaux.
- Dub stepper : le « pied », c'est-à-dire la grosse caisse de la batterie, est joué sur tous les temps. Le style steppers est apparu en 1977 en Jamaïque au studio Channel One. Tous les grands artistes jamaïcains ont enregistré dans ce style, notamment Bob Marley avec Punky Reggae Party (dont il existe bien sûr un dub) ou Tappa Zukie avec MPLA, dont il existe une version instrumentale et plusieurs dubs. Un nombre considérable de dubs steppers est publié en Jamaïque à cette époque. En Jamaïque, le style d'accompagnements steppers est délaissé à partir de 1980, faisant place au reggae dancehall, lent, lourd et très dépouillé (drum and bass). Au Royaume-Uni, il est par la suite  beaucoup utilisé par l'ingénieur du son Mad Professor, qui dans les années 1980 a été suivi par d'autres producteurs britanniques de musiques électroniques.
- Dub ambient ou abstract-dub : souvent produit par un artiste seul aux machines, ce style bénéficie d'un gros apport d'électronique où l'ambiance sonore est planante. Parfois nommé « dark dub » le son se caractérise par des mélodies poignantes et mélancoliques (dont les précurseurs furent The Orb).
- Dub techno ou le dub minimaliste : produit le plus souvent par des artistes issus de la scène techno et/ou house underground, le style se reconnaît grâce à une structure musicale extrêmement épurée. Les mélodies sont réduites, sur une section rythmique très simple. La scène électronique allemande reste la plus représentative de ce son, avec par exemple le groupe Rhythm and Sound, l'ensemble des productions du label Basic Channel, ou le duo Echospace.
- Novo dub ou l'electro dub : joué par des instruments en live (par opposition au remix)[9] avec beaucoup d'effets comme le delay ou le cut-off. Les parties de batterie sont souvent agrémentées de beats à tendances hip-hop ou drum and bass et de nombreux scratch ou samples étoffent les morceaux. Ce son est en plein essor avec une scène française très développée : Le Peuple de l'herbe, High Tone, Kanka.
- Dub hybride : le dub n'est plus qu'un prétexte, une base sonore (tenue par la ligne de basse) pour fusionner avec tous les autres genres musicaux. Nous voyons ainsi apparaitre de nombreux groupes fusionnant par exemple avec le metal, le smooth jazz ou la musique traditionnelle orientale.

## Musique «Meeting»
Il existe un nombre important de featurings (invitations) dans le milieu du dub. Les musiciens dub font souvent des « mélanges » entre eux ou invitent des instrumentistes extérieurs afin d'obtenir des sonorités nouvelles. Plusieurs exemples illustrent cette tendance, les Anglais The Disciples, Mad Professor, The Rootsman ou, en France, les groupes High Tone et Improvisators Dub, qui ont déjà entièrement réalisé plusieurs albums en coopération. De même la plupart des artistes solo (DJ) invitent des MC sur leurs morceaux et évitent ainsi de sampler des voix. La multiplication des interprétations d'un même riddim appelées « versions » montre globalement, et chez tous les artistes, ce phénomène de « rencontre ». Le remix et la réappropriation d'un titre ou d'un disque entier reste l'essence même du dub, tel que le jouaient les premiers activistes du genre. Des artistes aussi divers que Serge Gainsbourg, U2, Nusrat Fateh Ali Khan, Hallucinogen, Linkin Park, Gorillaz (voir Spacemonkeyz), Massive Attack, Black Eyed Peas ou Lili Boniche sont ainsi tous « passés à la moulinette » dub.
De même, plusieurs collectifs se sont créés autour d'un projet dub. Le collectif new-yorkais Easy Star All-Stars a, avec l'album Dub Side of the Moon, présenté une relecture complète de l'album The Dark Side of the Moon du groupe Pink Floyd. Le collectif d'artistes internationaux General Dub s'est produit quelques années avec un projet dark-dub futuriste à forte connotation politique. Enfin, certains groupes sont nés de la rencontre entre instrumentistes issus d'un milieu musical différent, le plus souvent en projet parallèle : c'est par exemple le cas des formations Dub Trees et De Facto.

## Artistes et labels
Les artistes notables comprennent Mikey Dread, Panda Dub et Scientist.
Les labels représentatifs du genre incluent Burial Mix, Jarring Effects, Rhythm and Sound, Sounds Around, Studio One, Trojan Records, ODGPROD et Rootical Attack Records, Dubquake Records, Rootical Vibes, Catharsis Sound système